# Вергеенко, Михаил Никифорович
Михаи́л Ники́форович Вергее́нко (12 января 1950, Гомель, Белорусская ССР, СССР — 16 июля 2024, Минск, Республика Беларусь) — белорусский советский футболист, вратарь, позже — белорусский футбольный тренер и спортивный функционер. Заслуженный тренер Белорусской ССР (1989).

## Карьера

### Клубная
Михаил Вергеенко начал играть в Гомеле, воспитанник гомельского «Спартака», в 1968 году перешёл в минское «Динамо». В высшей лиге дебютировал в сезоне-1971. На протяжении 13 лет защищал ворота команды, был её капитаном.
Несмотря на не очень удачный сезон-1981, Вергеенко в следующем году вернулся в основу и стал чемпионом Советского Союза. В том же сезоне Вергеенко отметился голом, — 17 июля он реализовал пенальти в домашнем матче с бакинским «Нефтчи». В чемпионате 1983 года Михаил Вергеенко сыграл всего в четырёх матчах (пропустил пять мячей), бронзовые награды по окончании сезона он не получил.
Всего за десять сезонов в высшей лиге Михаил Вергеенко сыграл в 172 матчах, пропустил 200 мячей, забил 1 мяч.

### В сборной
Четыре года Михаил Вергеенко выступал за молодёжную сборную СССР, в её составе стал серебряным призёром молодёжного чемпионата Европы 1972 года.
Играл за сборную команду Белорусской ССР на Спартакиаде-1979.

### Тренерская
Михаил Никифорович Вергеенко с сезона-1984 стал помощником старшего тренера минчан Вениамина Арзамасцева, затем в штабе Ивана Савостикова был начальником команды. После возвращения в команду Эдуарда Васильевича Малофеева Вергеенко снова стал вторым тренером, а когда по состоянию здоровья летом 1991 года Малофеев был вынужден уйти из «Динамо», Михаил Вергеенко стал главным тренером.
В 1992 году, уже в независимой Белоруссии Вергеенко привёл динамовцев к чемпионству, параллельно работал и с национальной сборной Белоруссии. Покинул обе команды в июне 1994 года, несмотря на то что минчане уверенно лидировали в чемпионате. В конце 1990-х Михаил Вергеенко работал в минском «Динамо», занимая должность генерального директора. С 1997 по 1999 год вновь был главным тренером сборной Белоруссии.
До конца апреля 2011 года Вергеенко был заместителем председателя Белорусской федерации футбола, но после того как федерацию возглавил Сергей Николаевич Румас, Михаил Вергеенко не был избран в новый состав исполкома.
Умер 16 июля 2024 года в возрасте 74 лет.

## Достижения

### В качестве игрока
- Чемпион СССР: 1982
- Серебряный призёр молодёжного чемпионата Европы: 1972

### В качестве тренера
- Чемпион Белоруссии (2): 1992, 1992/93

## Политические взгляды
Подписал открытое письмо спортивных деятелей страны, выступающих за действующую власть Беларуси после жёстких подавлений народных протестов в 2020 году.

## Семья
Его сын Алексей Вергеенко — белорусский футбольный тренер, возглавлявший молодёжную сборную страны.